# Домпјер сир Ери
Домпјер сир Ери (фр. Dompierre-sur-Héry) насеље је и општина у источном делу централне Француске у региону Бургоња, у департману Нијевр која припада префектури Кламси.
По подацима из 2011. године у општини је живело 78 становника, а густина насељености је износила 12,77 становника/km². Општина се простире на површини од 6,11 km². Налази се на средњој надморској висини од 285 метара (максималној 321 m, а минималној 216 m).

## Демографија
| 1962. | 1968. | 1975. | 1982. | 1990. | 1999. | 2011. |
| ----- | ----- | ----- | ----- | ----- | ----- | ----- |
| 71    | 102   | 95    | 76    | 61    | 66    | 78    |

График промене броја становника у току последњих година